# Hindoustani
L'hindoustani (hindustānī) est l'appellation donnée du XVIe siècle à  la première moitié du XXe siècle à une langue indo-aryenne de l'Inde du Nord ou Hindoustan. Elle désigne aujourd'hui collectivement l'ensemble linguistique formé par le hindi et l'ourdou, considérés comme des langues séparées depuis la partition des Indes en 1947.

## Présentation
Le hindi et l'ourdou reposent sur un fonds linguistique commun qui ne se distingue pas à l'oral, mais divergent par :
- leur écriture : la devanagari pour le hindi, une adaptation de l'alphabet arabe sous sa forme arabo-persane dite nastaliq pour l'ourdou ;
- leur vocabulaire savant, tiré plutôt du sanskrit pour le hindi, du persan et de l'arabe pour l'ourdou.

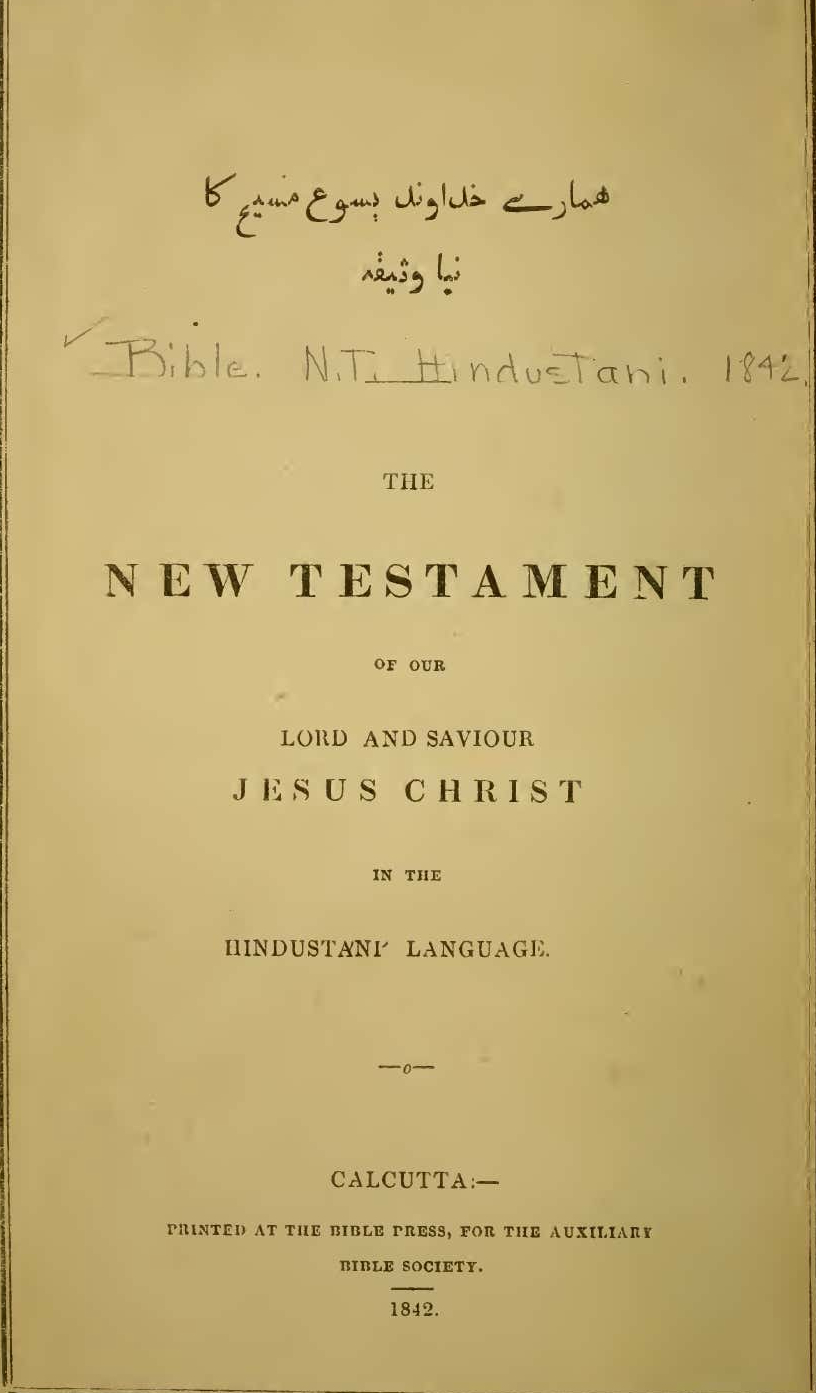
Page de titre du Nouveau Testament, publié en hindoustani en 1842.

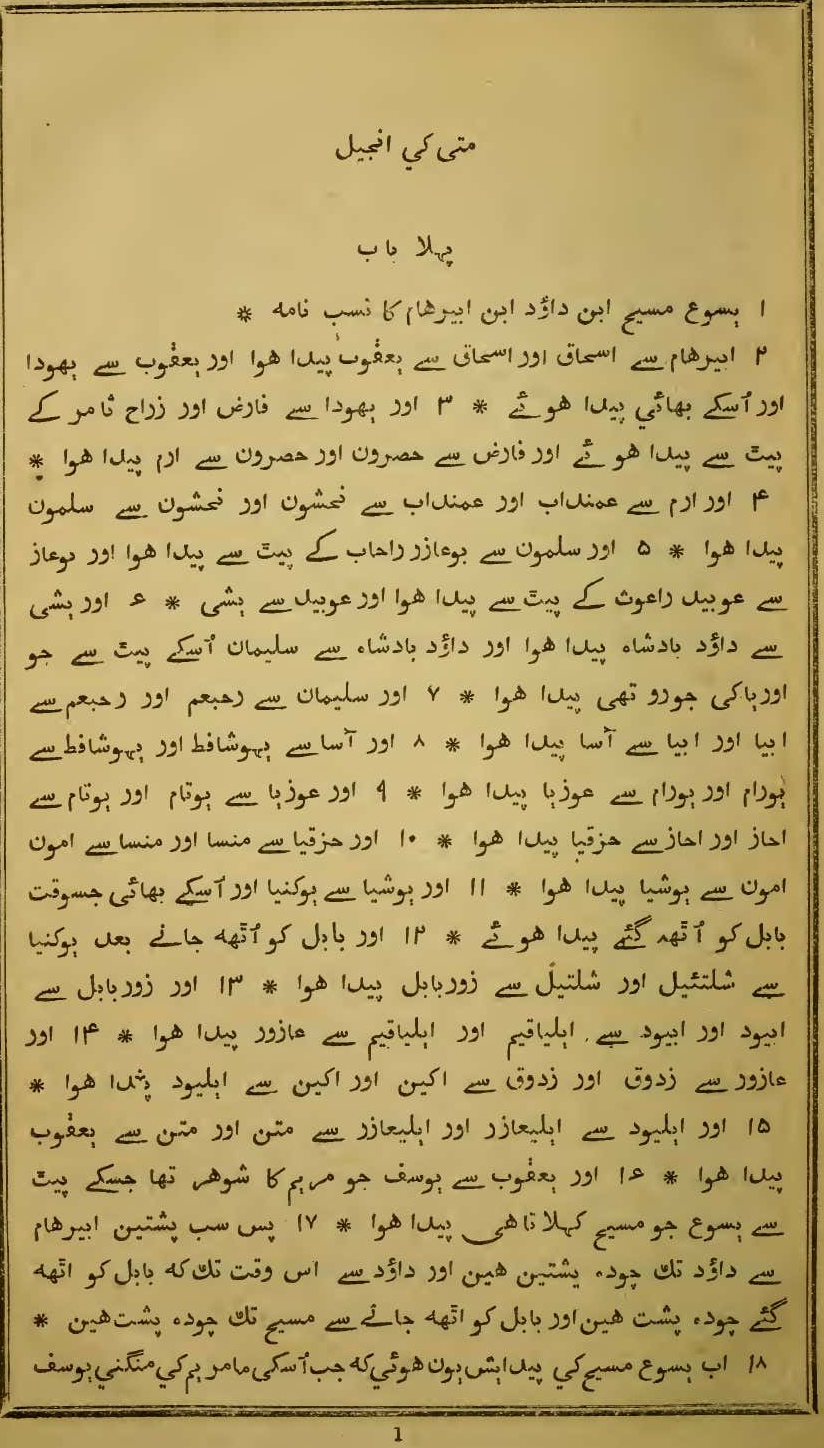
Le premier chapitre du Nouveau Testament publié en hindoustani

En typologie sociolinguistique des langues, le hindi et l'ourdou sont donc considérés comme deux langues par élaboration (« Ausbau ») fondées sur la langue par distance (« Abstand ») qu'est l'hindoustani.
Le terme hindoustani persiste également dans un sens plus large pour désigner, de manière vague et informelle, de nombreuses autres langues indo-aryennes de l'Inde du Nord, ainsi que leurs formes en usage dans la diaspora indienne, telles que l'hindoustani caribéen, l'hindoustani du Suriname ou le hindi des Fidji. Quoiqu'elles soient apparentées à l'hindoustani compris comme l'ensemble hindi-ourdou, elles n'en dérivent toutefois pas directement : il s'agit d'un cousinage plutôt que d'une filiation.

## Langues officielles
- Le hindi est une des deux langues officielles au niveau fédéral de l'Inde ; elle est également officielle au niveau local dans de nombreux États et territoires.
- L'ourdou est l'une des langues officielles du Pakistan et co-officielle dans certains États de l'Inde (Andhra Pradesh, Bihar, Jammu-et-Cachemire, Territoire de la Capitale nationale de Delhi, Uttarakhand et Uttar Pradesh).
- Le hindi des Fidji, anciennement appelé hindoustani des Fidji est une des langues officielles des Fidji. Il peut être écrit aussi bien en alphabet latin qu'en devanagari, plus rarement en caractères arabes.